# Christian Rieck
Günter Christian Rieck (* 2. Juni 1963 in Aachen) ist ein deutscher Wirtschaftswissenschaftler. Er ist Professor an der Fachhochschule Frankfurt University of Applied Sciences und dort Studiengangsleiter für International Finance.

## Leben
Rieck studierte zuerst ein Semester Physik und wechselte dann zu Wirtschaftswissenschaften und Wirtschaftspädagogik an der Goethe-Universität Frankfurt, wo er mit einer Dissertation über das Thema Evolutionstheorie und Ökonomie promovierte. Sein Arbeitsschwerpunkt ist nach eigenen Angaben die digitale Zukunft der Finanzbranche. 1993 veröffentlichte Rieck ein Lehrbuch zur Spieltheorie. Er gründete 1983 einen Verlag, der heute als Rieck Verlag GmbH firmiert und an dem er weiterhin als Gesellschafter beteiligt ist. Etwa die Hälfte seiner Bücher ist in diesem Verlag erschienen.
Seit 2016 ist Rieck Autor bei dem Onlinemagazin Tichys Einblick.
2019 startete er den YouTube-Kanal Prof. Dr. Christian Rieck, der 2025 über 520.000 Abonnenten und mehr als 69 Millionen Aufrufe hatte.

## Rezeption
Die Süddeutsche Zeitung schrieb 2025 im Zusammenhang mit einem Auftritt Ulf Poschardts in Riecks YouTube-Format, der Kanal gehöre zu „der neoliberal bis libertären deutschen Manosphere, die so starke Aversionen gegen alles Linke und Linksliberale hat, dass trotz gegenteiliger Beteuerungen nicht immer ganz klar ist, wie indiskutabel die AfD für sie wirklich noch ist“.
In einem Portrait über Rieck stellte die Frankfurter Allgemeine Zeitung 2025 fest: „An der Fachhochschule ist Rieck mit seinen schulterlangen Haaren und Lederjacke, mit seiner Vorliebe für elektronische Musik von Kraftwerk und Depeche Mode, mit seinen Lehrinhalten zwischen Cyberfinanzen und der Rationalität von Fußballern am Elfmeterpunkt ein Exot. Aber er ist hochgeachtet.“ Rieck pflege ein „unkonventionelles Denken“, was ihn auch mit Roland Tichy bzw. seinem „umstrittene[n] klimawandelskeptische[n] Magazin“ zusammengebracht habe. Rieck gab gegenüber der FAZ an, er stehe „vollkommen zu dem journalistischen Produkt, auch wenn er längst nicht immer einer Meinung mit den Autoren und Gastbeiträgen sei“, da dort Argumente ausgetauscht würden, „für die es anderswo keinen Platz gebe“.

## Schriften
- Spieltheorie – Einführung für Wirtschafts- und Sozialwissenschaftler, Christian Rieck Verlag, Eschborn 2021, 17. Auflage, ISBN 978-3-924043-91-9 (1. Auflage Gabler Verlag, Eschborn 1993, doi:10.1007/978-3-322-87083-4).
- Autoschnäppchen: Anleitung zum Neuwagen-Direktimport aus der EG, Heyne, München 1995, ISBN 978-3-453-08723-1.
- Märkte, Preise und Koordinationsspiele. Theoretische und experimentelle Untersuchungen zum Zusammenhang von Preis und Wert., Physica-Verlag, Heidelberg 1998, ISBN 978-3-7908-1066-0
- Rettung vor dem Euro – Über die Zukunft Ihres Vermögens und des Euros, Christian Rieck Verlag, Eschborn 2011, ISBN 978-3-924043-60-5.
- Männersache Rasieren – Das Handbuch für den Rasur-Aficionado. Christian Rieck Verlag , Eschborn 2012, ISBN 978-3-924043-80-3.
- Können Roboter mit Geld umgehen? Die digitale Zukunft der Finanzberatung. Christian Rieck Verlag Eschborn 2015, ISBN 978-3924043650.
- Spieltheorie im Einkauf – Auktionen in Theorie und Praxis : Christian Rieck Verlag, Eschborn 2015, ISBN 978-3-924043-96-4.
- Digni-Geld. Einkommen in den Zeiten der Roboter, Christian Rieck Verlag , Eschborn 2018, ISBN 978-3-924043-77-3
- Die 36 Strategeme der Krise – Erfolg haben, wenn andere scheitern …, Christian Rieck Verlag, Eschborn, 2020, ISBN 978-3-924043-73-5.
- Schummeln mit ChatGPT – Texte verfassen mit künstlicher Intelligenz. Yes Publishing, München 2023, ISBN 978-3-96905-247-1.
- Anleitung zur Selbstüberlistung: Machen Sie Ihr Leben zu einem Spiel, in dem Sie stets gewinnen. Geniale Lifehacks aus der Spieltheorie, Yes Publishing, München, 2023, ISBN 978-3-96905-240-2.
- Der Bitcoin-Gelduntergang – Woher kommt der Wert des Bitcoin?, Christian Rieck Verlag, Eschborn 2024, ISBN 978-3-924043-98-8.
- Die Kunst des perfekten Scheiterns: 52 todsichere Wege zum Misserfolg., Yes Publishing, München 2024, ISBN 978-3-96905-313-3.
- Fürstengeld, Fiatgeld, Bitcoin: Wie Geld entsteht, einen Wert bekommt und wieder untergeht, Christian Rieck Verlag, Eschborn 2025, ISBN 978-3924043971.